# Trichilia
Trichilia is een geslacht uit de familie Meliaceae.  Trichilia-soorten komen voor in (sub)tropisch Amerika, tropisch en zuidelijk Afrika, op de Comoren en Madagaskar en op het Arabisch Schiereiland.

## Soorten
- Trichilia acuminata (Humb. & Bonpl. ex Schult.) C.DC.
- Trichilia adolfi Harms
- Trichilia amapaensis T.D.Penn.
- Trichilia americana (Sessé & Moc.) T.D.Penn.
- Trichilia appendiculata (Triana & Planch.) C.DC.
- Trichilia aquifolia P.Wilson
- Trichilia arenaria T.B.Flores & V.C.Souza
- Trichilia areolata T.D.Penn.
- Trichilia blanchetii C.DC.
- Trichilia breviflora S.F.Blake & Standl.
- Trichilia bullata T.D.Penn.
- Trichilia capitata Klotzsch
- Trichilia casarettoi C.DC.
- Trichilia catigua A.Juss.
- Trichilia cauliflora J.-F.Leroy & Lescot
- Trichilia chirriactensis (Standl. & Steyerm.) T.D.Penn.
- Trichilia cipo (A.Juss.) C.DC.
- Trichilia claussenii C.DC.
- Trichilia congesta T.D.Penn.
- Trichilia dazae T.D.Penn.
- Trichilia discolor A.Juss.
- Trichilia djalonis A.Chev.
- Trichilia dregeana Sond.
- Trichilia elegans A.Juss.
- Trichilia elsae Harms
- Trichilia emarginata (Turcz.) C.DC.
- Trichilia emetica Vahl
- Trichilia erythrocarpa Lundell
- Trichilia euneura C.DC.
- Trichilia fasciculata T.D.Penn.
- Trichilia florbranca T.D.Penn.
- Trichilia gamopetala T.D.Penn.
- Trichilia gilgiana Harms
- Trichilia gilletii De Wild.
- Trichilia glabra L.
- Trichilia grandifolia Oliv.
- Trichilia havanensis Jacq.
- Trichilia hirta L.
- Trichilia hispida T.D.Penn.
- Trichilia humblotii Harms
- Trichilia inaequilatera T.D.Penn.
- Trichilia laxipaniculata Cuatrec.
- Trichilia lecointei Ducke
- Trichilia lepidota Mart.
- Trichilia lovettii Cheek
- Trichilia magnifoliola T.D.Penn.
- Trichilia martiana C.DC.
- Trichilia martineaui Aubrév. & Pellegr.
- Trichilia mazanensis J.F.Macbr.
- Trichilia megalantha Harms
- Trichilia micrantha Benth.
- Trichilia micropetala T.D.Penn.
- Trichilia minima T.D.Penn.
- Trichilia minutiflora Standl.
- Trichilia monacantha Urb.
- Trichilia monadelpha (Thonn.) J.J.de Wilde
- Trichilia moschata Sw.
- Trichilia mucronata (Cav.) Forsyth f.
- Trichilia multifoliola C.DC.
- Trichilia obovata W.Palacios
- Trichilia oligantha C.DC.
- Trichilia ornithothera J.J.de Wilde
- Trichilia pachypoda (Rusby) C.DC. ex Harms
- Trichilia pallens C.DC.
- Trichilia pallida Sw.
- Trichilia petenensis Lundell
- Trichilia pittieri C.DC.
- Trichilia pleeana (A.Juss.) C.DC.
- Trichilia poeppigii C.DC.
- Trichilia prieureana A.Juss.
- Trichilia primogenita W.Palacios
- Trichilia pseudostipularis (A.Juss.) C.DC.
- Trichilia pugana V.W.Steinm. & Ram.-Amezcua
- Trichilia pungens Urb.
- Trichilia quadrijuga Kunth
- Trichilia quadrivalvis C.DC.
- Trichilia ramalhoi Rizzini
- Trichilia reticulata P.Wilson
- Trichilia retusa Oliv.
- Trichilia reynelii T.D.Penn.
- Trichilia rubescens Oliv.
- Trichilia rubra C.DC.
- Trichilia sambiranensis Callm. & Phillipson
- Trichilia schomburgkii C.DC.
- Trichilia septentrionalis C.DC.
- Trichilia silvatica C.DC.
- Trichilia singularis C.DC.
- Trichilia solitudinis Harms
- Trichilia stellatotomentosa Kuntze
- Trichilia stenophylla Urb. & Ekman
- Trichilia stipitata T.D.Penn.
- Trichilia surinamensis (Miq.) C.DC.
- Trichilia surumuensis C.DC.
- Trichilia taubertiana Harms
- Trichilia tenuifructa T.D.Penn.
- Trichilia tessmannii Harms
- Trichilia tetrapetala C.DC.
- Trichilia tomentosa Kunth
- Trichilia trachyantha (Griseb.) C.DC.
- Trichilia triacantha Urb.
- Trichilia trifolia L.
- Trichilia trimera T.D.Penn.
- Trichilia tsaratananensis Lescot
- Trichilia tuberculata (Triana & Planch.) C.DC.
- Trichilia ulei C.DC.
- Trichilia vestigialis T.D.Penn.
- Trichilia watorikensis T.D.Penn.
- Trichilia welwitschii C.DC.
- Trichilia zewaldae J.J.de Wilde

... · 
Aglaia · 
Azadirachta · 
Carapa · 
Khaya · 
Lansium · 
Melia · 
Sandoricum · 
Trichilia · 
Xylocarpus · 
...